# Shipka (Bulgária)
Shipka (em búlgaro:  Шипка, nome também da rosa-canina) é uma cidade da Bulgária, localizada no distrito de Stara Zagora. A sua população era de 1485 habitantes segundo o censo de 2010. A localidade é conhecida pelo Templo Memorial do Nascimento de Cristo (1885–1902), e por estar perto do passo de Shipka, um passo de montanha que foi palco da batalha do Passo de Shipka na Guerra Russo-Turca. Há ainda o Memorial (1934) no Pico Stoletov, o monumento Buzludzha e um túmulo trácio, o "Golyamata Kosmatka".

## População
| Shipka | Shipka | Shipka | Shipka | Shipka | Shipka | Shipka | Shipka | Shipka | Shipka | Shipka | Shipka | Shipka | Shipka | Shipka | Shipka | Shipka | Shipka | Shipka | Shipka |
| --- | ------ | ------ | ------ | ------ | ------ | ------ | ------ | ------ | ------ | ------ | ------ | ------ | ------ | ------ | ------ | ------ | ------ | ------ | ------ |
| Ano | 1887   | 1910   | 1934   | 1946   | 1956   | 1965   | 1975   | 1985   | 1992   | 2001   | 2002   | 2003   | 2004   | 2005   | 2006   | 2007   | 2008   | 2009   | 2010   |
| População |        |        |        | …      | …      | …      | …      | 1924   | 1734   | 1492   | 1474   | 1498   | 1517   | 1543   | 1579   | 1565   | 1527   | 1497   | 1485   |
| Fontes: Instituto Nacional de Estatísticas, „citypopulation.de“, „pop-stat.mashke.org“, Bulgarian Academy of Sciences |        |        |        |        |        |        |        |        |        |        |        |        |        |        |        |        |        |        |        |